# 屈家嶺遺址
屈家岭遗址是新石器时代的村落遗址，在中國湖北省荆门市屈家岭管理区，為屈家嶺文化的命名遺址。1988年成为第三批全国重点文物保护单位。该遗址入选2023年度全国十大考古新发现。

## 发现
1954年冬，为配合石龙水库工程建设，湖北省文物管理委员会对工程周边进行了文物调查，在干渠发现该遗址。1955年至1957年间，水库工程指挥部文物工作队、中国科学院社会科学学部考古研究所、湖北省考古研究所和荆州博物馆，先后进行了三次发掘。中科院考古研究所发表的科研报告《京山屈家岭》指出：“屈家岭遗址出土的遗物，具备了较多的特有的文化特征，应属于已发现的新的一个文化系统，因此我们把它命名为‘屈家岭文化’。”此后长江中游又发现了多处屈家岭文化遗存。

## 特点
屈家岭遗址出土了大面积的人类居住遗迹，如房屋、墓穴等，经碳14测定，建造年代距今约4600年至5000年。同时发现的生产器具有磨制石斧、石铲、石锛、石镰，陶制纺轮，以及生活用陶器，如陶碗、陶豆、陶罐等。这些陶器的形制明显区别于同时代的黄河流域晚期仰韶文化、龙山文化以及其它文化体系，其双弧形折壁成为鉴别屈家岭文化的重要标准。

## 文物保护情况
1956年11月15日，以“京山縣屈家嶺附近遺址”的名义被湖北省人民委员会列为第一批湖北省文物保护单位；1988年1月13日，以“屈家岭遗址”的名义被中华人民共和国国务院列为第七批全国重点文物保护单位。
其作为文物的保护范围为：东起青木河，西至青山坡路，南起青木河与青山坡路交汇处，北至庙湾到刘集一线，南北长1300米，东西宽1200米，面积156万平方米，其中，青山坡路往东至椭圆形土丘之间的水田部分为一般保护区，土丘西沿向东直至青木河为重点保护区，其南北长1000米，东西宽600米，面积60万平方米。

## 立法保护
2023年1月1日，荆门市人民代表大会常务委员会制定的《荆门市屈家岭遗址保护条例》开始施行。以地方性法规的形式立法保护屈家岭遗址。